# Pawło Kutas
Pawło Witalijowycz Kutas (ukr. Павло Віталійович Кутас, ur. 3 września 1982) – ukraiński piłkarz, który występował na pozycji obrońcy lub pomocnika. W latach 2000–2003 młodzieżowy reprezentant Ukrainy.

## Kariera piłkarska

### Kariera klubowa
Wychowanek DJuSSz Dynamo Kijów. Trenował go Ołeksandr Łysenko, a później Wiktor Kaszczej. Występował w trzeciej, a potem w drugiej drużynie Dynama. Na początku 2001 został wypożyczony do Zakarpattii Użhorod, skąd następnego roku przeszedł do Obołoni Kijów. W 2005 wyjechał do Rosji, gdzie bronił barw Dinama Briańsk, a od 2008 SKA-Eniergija Chabarowsk. Na początku 2010 powrócił na Ukrainę, gdzie podpisał roczny kontrakt z Obołonią. 5 lipca 2011 przeszedł do Czornomorca Odessa – podczas pobytu w tym zespole był łączony między innymi z Lechią Gdańsk, ale ostatecznie do transferu nie doszło. Po zakończeniu sezonu 2014/2015 opuścił odeski klub. 7 sierpnia 2015 zasilił skład Howerły Użhorod.

### Kariera reprezentacyjna
Występował w młodzieżowych reprezentacjach Ukrainy.

## Sukcesy i odznaczenia

### Sukcesy klubowe
- mistrz Pierwszej Ligi Ukrainy: 1999, 2000
- półfinalista Pucharu Rosji: 2007

### Sukcesy reprezentacyjne
- wicemistrz Europy U-19: 2000

### Odznaczenia
- tytuł Mistrza Sportu Federacji Rosyjskiej: 2007